# Fruchtzubereitung
Fruchtzubereitungen sind verarbeitetes Obst. Sie spielen insbesondere in der Milchindustrie und der Speiseeisherstellung eine Rolle und werden z. B. Joghurt oder Quark (Topfen) zugesetzt, dienen der Geschmacksgebung bei Speiseeis (z. B. Erdbeereis) oder als Veredelung verschiedener Eissorten (z. B. als Topping oder als Marmorierung).
Fruchtgrützen sind Fruchtzubereitungen aus mehreren Fruchtarten, mit 50 % oder mehr Fruchtanteil; sie werden entsprechend ihrer Farbe (Rote Grütze) oder den verwendeten Früchten bezeichnet (z. B. Himbeergrütze) bezeichnet.
Fruchtzubereitungen bestehen aus Früchten, zugesetztem Zucker, Glukosesirup oder anderen Zuckerlösungen, Verdickungsmitteln, wie z. B. modifizierte Stärken, Pektin, Johannisbrotkernmehl, Guarkernmehl, Carrageen, Säureregulatoren (Zitronensäure oder Trinatriumcitrat) und Aromastoffen. Bei Inhaltsangaben muss der Anteil an Fruchtzubereitungen vom reinen Fruchtanteil unterschieden werden, der z. T. deutlich niedriger sein kann, bspw. hat „Fruchtjoghurt“ mindestens 6 % Fruchtanteil, „Joghurt mit Fruchtzubereitung“ jedoch nur mindestens 3,5 % Fruchtanteil (der Anteil der Fruchtzubereitung muss höher liegen, denn sonst wäre die Fruchtzubereitung ja reine Frucht).
Standarduntersuchungen bei Fruchtzubereitungen sind Viskosität, pH-Wert, Stückigkeit durch Auswaschung und eine mikrobiologische Untersuchung. Man unterscheidet zwischen pastösen und stückigen Zubereitungen, die in der Industrie unterschiedlich eingesetzt und verarbeitet werden. Flüssige Zubereitungen werden für Molken und Trinkjogurts verwendet. Stückige Fruchtzubereitungen werden bei Rührjogurt oder Topfencreme eingesetzt.
In der Industrie werden Fruchtzubereitungen in Edelstahlcontainern mit bis zu 1000 kg Inhalt eingesetzt. Die Container werden mit Stickstoff inert druckbeaufschlagt. Eine andere industrielle Verpackungsmethode ist die Abfüllung in Bag in Box. Dabei handelt es sich um aseptische aluminisierte Foliensäcke, die mit Fruchtzubereitung befüllt werden und zur leichteren Handhabung in Schachteln oder Fässern gelagert und transportiert werden. Bag in Box können von 5 kg bis 200 kg groß sein. Fruchtzubereitungen sollten kühl gelagert werden. In der Molkerei gelangt die Fruchtzubereitung über Pumpen und Fruchtbeimischer in das Milchprodukt.